# Mein Bruder, ein Lump
Mein Bruder, ein Lump ist ein US-amerikanischer Spielfilm aus dem Jahr 1962. Der Film entstand nach dem Roman Ich und dieser Berryberry (Originaltitel: All Fall Down) von James Leo Herlihy.

## Handlung
Der 15-jährige Clinton Willart kommt nach Florida, um seinem Bruder Berry-Berry 200 Dollar zu bringen, damit dieser aus dem Gefängnis freikommt. Kaum ist er frei, schickt er seinen Bruder zurück nach Ohio, verspricht dem Jungen aber, zu Weihnachten zur Familie zurückzukehren.
Zu Hause muss Clinton erleben, wie sein Bruder von Mutter Annabell und Vater Ralph glorifiziert wird. Die Familie lebt ihr ödes Leben in der Provinz und der Sohn fern der Heimat ist für sie gleichzeitig auch der Traum von einem besseren Leben. Clinton verliebt sich in die hübsche Tochter von Annabells Freundin. Echo macht allerdings auch auf den Rest der Familie einen großen Eindruck. Als Berry-Berry tatsächlich nach Hause kommt, verliebt sich Echo in den charmanten Draufgänger. Berry-Berry beginnt eine Beziehung mit ihr, verlässt sie allerdings, als er erfährt, dass sie schwanger ist. Die bitter enttäuschte Echo nimmt sich das Leben. Clinton hasst nun seinen ursprünglich verehrten Bruder und beschließt ihn umzubringen. Als er jedoch bemerkt wie tief betroffen auch sein Bruder ist und wie sehr auch er mit sich selbst zu kämpfen hat, verschont er ihn.

## Kritiken
„Konventionelles, immerhin vorzüglich gespieltes Familiendrama.“

## Auszeichnungen
Der Film nahm am Wettbewerb der Internationalen Filmfestspiele von Cannes 1962 teil, ging bei der Preisvergabe allerdings leer aus.